# Ленінський (Давлекановський район)
Ле́нінський (рос. Ленинский, башк. Ленинск) — село у складі Давлекановського району Башкортостану, Росія. Входить до складу Розсвітівської сільської ради.
Населення — 358 осіб (2010; 355 в 2002).
Національний склад:
- росіяни — 41 %
- башкири — 31 %